# La Masquerade Infernale
La Masquerade Infernale ist das zweite Studioalbum der norwegischen Metal-Band Arcturus und ein Konzeptalbum über den Fauststoff. Es wurde 1997 über Misanthropy Records und Music for Nations veröffentlicht.

## Entstehung und Veröffentlichung
Der Gitarrist Carl August Tidemann hatte nach Aspera hiems symfonia die Band verlassen und wurde durch Knut M. Valle ersetzt, wirkte aber als Gastmusiker auf La Masquerade Infernale mit. Weitere Gastmusiker bei den Aufnahmen waren Simen Hestnæs (Gesang), Idun Felberg (Kornett), Erik Olivier Lancelot (Flöte), Vegard Johnsen (Violine), Dorthe Dreier (Viola), Hans Josef Groh (Cello) und Svein Haugen (Kontrabass).
Die Aufnahmen erstreckten sich über mehrere Monate und fanden hauptsächlich im Jester Studio statt. Das Streichquartett wurde unter Leitung von Pål Klåstad im Endless Lydstudio aufgenommen. Børge Finstad mischte das Album im Major Studio ab, Gandalf Stryke und G. Wolf masterten es bei Strype Audio.
La Masquerade Infernale wurde auf CD und LP veröffentlicht, in Polen außerdem auf Cassette. Im Jahr 2003 legte Candlelight Records das Album ohne Hidden Track neu auf. Sechs der Stücke wurden 1999 neu gemischt auf Disguised Masters veröffentlicht.

## Titelliste
1. Hidden Track – 1:27 (nur auf der Erstauflage)
2. Master of Disguise – 6:43
3. Ad Astra – 7:36
4. The Chaos Path – 5:34
5. La Masquerade Infernale – 2:00
6. Alone – 4:42
7. The Throne of Tragedy – 6:34
8. Painting My Horror – 5:59
9. Of Nails and Sinners – 6:03

## Musik und Texte
Arcturus lassen frühere Death- und Black-Metal-Einflüsse nun fast vollständig hinter sich. Das Album ist eklektisch und verbindet Metal und Rock mit experimenteller, elektronischer und Kammermusik zu einem theatralischen und symphonischen Ganzen. Die Kompositionen sind abwechslungsreich; es finden sich ruhige, hymnische und brachiale Passagen mit Jazz-, Trip-Hop- oder Metal-typischen Rhythmen, schnellen oder elegischen Gitarren- und Keyboardsoli. G. Wolf und Simen Hestnæs singen oft pathetisch und klagend, es gibt aber auch Sprechgesang und Chöre.
Erstmals sind alle Liedtexte eines Arcturus-Albums ausschließlich auf Englisch. Der Text von Alone ist das gleichnamige Gedicht von Edgar Allan Poe, der Text von The Throne of Tragedy basiert auf dem Gedicht Tragediens Trone von Jørn Henrik Sværen. La Masquerade Infernale ist ein Instrumental-Stück.

## Rezeption
Marc van der Pol von Allmusic urteilt, dass das Album den Hörer sofort packe, es aufgrund wenig aufregender Riffs und Liedstrukturen jedoch noch zu wünschen übrig lasse. Gunnar Claußen von den Babyblauen Seiten hält La Masquerade Infernale für „ein gutklassiges Zweitwerk mit einigen richtig guten, innovativen Ideen, einem Hauch von Progklischees und ein paar kleineren Macken“. Für den Autor Jeff Wagner ist das Album der Inbegriff des norwegischen Post-Black-Metal.